# العلاقات الهندية الإريترية
العلاقات الهندية الإريترية هي العلاقات الثنائية التي تجمع بين الهند وإريتريا.

## مقارنة بين البلدين
هذه مقارنة عامة ومرجعية للدولتين:
| وجه المقارنة                                              | الهند                       | إريتريا                                      |
| --------------------------------------------------------- | --------------------------- | -------------------------------------------- |
| المساحة (كم2)                                             | 3.29 مليون                  | 117.60 ألف                                   |
| عدد السكان (نسمة)                                         | 1.35 مليار                  | 6.33 مليون                                   |
| الكثافة السكانية (ن./كم²)                                 | 410.33                      | 53.83                                        |
| العاصمة                                                   | نيودلهي                     | أسمرة                                        |
| اللغة الرسمية                                             | اللغة الهندية، لغة إنجليزية | اللغة التغرينية، اللغة العربية، لغة إنجليزية |
| العملة                                                    | روبية هندية                 | ناكفا                                        |
| الناتج المحلي الإجمالي (بليون دولار)                      | 2.60 تريليون                | 2.61 مليار                                   |
| الناتج المحلي الإجمالي (تعادل القوة الشرائية) بليون دولار | 8.00 تريليون                |                                              |
| الناتج المحلي الإجمالي الاسمي للفرد دولار أمريكي          | 1.60 ألف                    |                                              |
| الناتج المحلي الإجمالي للفرد دولار أمريكي                 | 5.70 ألف                    |                                              |
| مؤشر التنمية البشرية                                      | 0.609                       | 0.391                                        |
| رمز المكالمات الدولي                                      | +91                         | +291                                         |
| رمز الإنترنت                                              | .in، .भारत ‏، .بھارت ‏،        | .er                                          |
| المنطقة الزمنية                                           | ت ع م+05:30، توقيت الهند    | ت ع م+03:00                                  |

## منظمات دولية مشتركة
يشترك البلدان في عضوية مجموعة من المنظمات الدولية، منها:
| علم المنظمة | اسم المنظمة                        | تاريخ انضمام الهند | تاريخ انضمام إريتريا |
| ----------- | ---------------------------------- | ------------------ | -------------------- |
|             | مؤسسة التمويل الدولية              | 20 يوليو 1956      | 11 أكتوبر 1995       |
|             | منظمة حظر الأسلحة الكيميائية       | ?                  | ?                    |
|             | البنك الإفريقي للتنمية             | ?                  | ?                    |
|             | يونسكو                             | 4 نوفمبر 1946      | 2 سبتمبر 1993        |
|             | الأمم المتحدة                      | 30 أكتوبر 1945     | 28 مايو 1993         |
|             | الاتحاد الدولي للاتصالات           | 1869               | 6 أغسطس 1993         |
|             | منظمة الشرطة الجنائية الدولية      | ?                  | ?                    |
|             | البنك الدولي للإنشاء والتعمير      | 27 ديسمبر 1945     | 6 يوليو 1994         |
|             | الاتحاد البريدي العالمي            | ?                  | ?                    |
|             | مؤسسة التنمية الدولية              | 24 سبتمبر 1960     | 6 يوليو 1994         |
|             | وكالة ضمان الاستثمار متعدد الأطراف | 6 يناير 1994       | 10 سبتمبر 1996       |

## وصلات خارجية
- موقع وزارة الخارجية الهندية